# Juan Sánchez (football)
Pour les articles homonymes, voir Sánchez et Juan Sánchez.
Juan Ginés Sánchez Moreno, né le 15 mai 1972,, à Aldaia dans la province de Valence (Espagne), est un footballeur espagnol. Il évolue au poste d'attaquant.

## Carrière
- 1992-1993 : Valence CF ( Espagne)
- 1993-1994 : RCD Majorque ( Espagne)
- 1994-1999 : Celta Vigo ( Espagne)
- 1999-2004 : Valence CF ( Espagne)
- 2004-2006 : Celta Vigo ( Espagne)

## Palmarès
- Vainqueur de la Supercoupe d'Espagne en 1999 avec le Valence CF
- Champion d'Espagne en 2002 et 2004 avec le Valence CF
- Vainqueur de la Coupe de l'UEFA en 2004 avec le Valence CF